# (4067) Mikhelʹson
(4067) Mikhelʹson (1966 TP) – planetoida z pasa głównego asteroid okrążająca Słońce w ciągu 4,26 lat w średniej odległości 2,63 j.a. Odkryta 11 października 1966 roku.